# Альбрехт Евгений Вюртембергский
Альбрехт Евгений Мария Филипп Карл Йозеф Фортунат Вюртембергский (нем. Albrecht Eugen Maria Philipp Carl Joseph Fortunatus Herzog von Württemberg; 8 января 1895, Штутгарт — 24 июня 1954, Швебиш-Гмюнд) — Представитель Вюртембергской династии. Второй сын герцога Альбрехта Вюртембергского и эрцгерцогини Маргариты Софии Австрийской.

## Биография
Альбрехт Евгений Вюртембергский родился в Штутгарте 8 января 1895 года. Его мать умерла, когда ему было семь лет. Он окончил среднюю школу в 1914 году. Затем он был призван в немецкую армию. Он воевал на западном и итальянском фронте в первой мировой войне. Во время войны дослужился до звания Капитана.
После смерти Вильгельма II в 1921 году, унаследовал поместье в Карлсруэ в Силезии. Там он работал лесником и фермером. В 1929 или 1930 году приобрел замок Линдах и сделал его своей резиденцией.
В 1939 году вновь был призван в армию. Во время второй мировой войны, воевал во Франции и Крыму. В 1943 году он прекратил службу, из-за того что его отец негативно был настроен против руководства страны. В январе 1945 года он покинул свое поместье в Силезии, которое было уничтожено Советскими войсками. Позже у него конфисковали его замок Линдах. Он увлекался Архитектурой и изобразительным искусством.
Альбрехт Евгений Вюртембергский умер 24 июня 1954 года и был похоронен недалеко от замка Альтсхаузен.

## Брак и потомство
Альбрехт Евгений Вюртембергский женился 24 января 1924 года на Надежде Болгарской (1899—1958), второй дочери герцога Фердинанда I. В этом браке родились пятеро детей.
- герцог Фердинанд Евгений Вюртембергский (3 апреля 1925 — 3 ноября 2020), женат не был, бездетен;
- герцогиня Маргарита Луиза Вюртембергская (25 ноября 1928 — 10 июня 2017), в 1970 году женилась на Франсуа де Люс Шевиньи (1923—2022), общих детей не было, однако у него был сын от предыдущих отношений с Робин де ла Ланн-Миррлис (1925—2012);
- герцог Евгений Эберхард Вюртембергский (2 ноября 1930 — 26 июля 2022), в 1962 году женился на эрцгерцогине Александре Австрийской (род. 1935), дочерью Илеаны Румынской и Антона Австрийского, брак распался в 1972 году;
- герцог Александр Евгений Вюртембергский (5 марта 1933 — 18 февраля 2024), женат не был, бездетен;
- герцогиня София Вюртембергская (род. 16 февраля 1937), в 1969 году женилась на Антонио Мануэле Рохо де Рамос-Бандейра (1937—1987), брак бездетен и распался в 1974 году.